# 载治
郡王銜恭勤貝勒载治（1839年2月14日—1881年1月27日），室名秘晋斋，喜收藏，亦能书画。道光十九年己亥正月初一日出生，原为乾隆帝第十一子成亲王永瑆之曾孙，初名载中，祖父為循郡王系第二代綿懿，生父為奕纪，为其第五子，生母為妾沈氏，後过继给道光帝长子奕纬为嗣，袭贝勒。1860年，加郡王衔，光绪六年十二月二十八日去世，谥“恭勤”。

## 妻妾子女
- 嫡夫人瓜爾佳氏，正白旗滿洲已故天津鎮總兵常瑞之女。同治八年六月病故。
- 繼夫人蘇完呢瓜爾佳氏，候補知府徵霖之女，尚書德文之曾孫女。同治十一年十一月被指為載治之夫人，候補道容貴之女等均撩牌子，光绪六年去世。
- 側室何佳氏，咸丰九年二月，內務府正黃旗滿洲五甲喇烏爾恭布佐領下披甲常山之第二女著賞貝勒載治。同治十二年十二月，官女子何佳氏照例封為側室。
- 子：溥健、溥偕、溥侃、溥倫、溥侗。